# Chiesa di Santa Maria della Fede
La chiesa di Santa Maria della Fede si erge a Napoli nell'omonima piazza.

## Storia e descrizione
L'edificio sorse nel XVII secolo per volontà dei fedeli della zona (i complateari), nei pressi del borgo Sant'Antonio Abate. Nel 1645 la chiesa venne ceduta agli Agostiniani riformati di Santa Maria del Colorito di Morano, che promossero un rimaneggiamento del tempio e la costruzione di un monastero. In seguito, abolito l'ordine, riformato da Benedetto XIV, il complesso fu destinato, per volere di Maria Amalia di Sassonia (moglie di Carlo III di Borbone), ad ospitare un ritiro di sole donne. In seguito divenne un ospedale per le prostitute.
L'altare maggiore è databile 1741 e riporta gli stemmi La Penta. La tela conservata in sacrestia, raffigurante la Vergine col Bambino e Quattro santi, è databile ai primi anni del XVII secolo. Le pitture poste sui reliquiari (Fede, Speranza, Carità e Fortezza) sono opera di Agnese la Corcia, artista del XVIII secolo, della quale in chiesa si conservano altri dipinti; mentre agli inizi del '900 Vincenzo Galloppi realizzò le quattro tele degli Evangelisti ai lati dell'altare.
A sinistra della facciata vi è l'oratorio dell'Arciconfraternita dei Bianchi di Santa Maria della Fede, fondata nel 1589, il cui edificio mostra un aspetto tipicamente settecentesco.

## Il giardino-cimitero
All'interno del giardino della chiesa, acquistato dal console britannico Sir Henry Lushington, vi è il monumentale Cimitero acattolico di Santa Maria della Fede.